# C/1997 T1 Utsunomiya
C/1997 T1 (Utsunomiya) è una cometa non periodica scoperta il 3 ottobre 1997. Ha un'orbita retrograda.